# Saint-Péray
Saint-Péray é uma comuna francesa na região administrativa de Auvérnia-Ródano-Alpes, no departamento de Ardèche. Estende-se por uma área de 24,05 km². Em 2010 a comuna tinha 7 842 habitantes (densidade: 326,1 hab./km²).